# Photoscotosia atromarginata
Photoscotosia atromarginata är en fjärilsart som beskrevs av W. Warren 1893. Photoscotosia atromarginata ingår i släktet Photoscotosia och familjen mätare. Inga underarter finns listade i Catalogue of Life.